# 강홍문
강홍문(姜弘文, 1947년 1월 8일~)은 대한민국의 야쿠자이다.
재일 한국인으로 일본명은 하시모토 히로후미(일본어: 橋本 弘文)이며, 야쿠자 조직인 야마구치조의 6대 총괄위원장이자, 오사카부 히가시 오사카시에 본부를 둔 극심연합회의 회장이었다. 2019년 11월에 은퇴했다.